# アブラハム・テニールス
アブラハム・テニールス（Abraham Teniers 、1629年3月1日 - 1670年9月26日）は17世紀、フランドルの画家、版画家である。農民の生活を描いた風俗画を得意とした。擬人化した動物を描いた風刺画（「サンジュリー」というジャンルの絵画）も描いた。

## 略歴
アントウェルペンで生まれた。父親は画家のダフィット・テニールスで兄に父親と同名で画家となったダフィット・テニールス(1610-1690)がいる。他の2人の兄Juliaan Teniers (1616–79) と Theodoor Teniers (1619–97)も画家になった。
父と兄から絵を学び、1646年にアントウェルペンの画家組合に入会した.。
1644年に結婚した。アントウェルペンの民兵隊の隊長としても働き、民兵の詰め所を描いた作品も残した。兄のダフィット・テニールスと同じようにネーデルラント総督であるオーストリア大公レオポルト・ヴィルヘルム・フォン・エスターライヒの宮廷画家に任じられた。フランス語で「サンジュリー」と呼ばれる擬人化した動物を描いた風刺画も多く描いた。
版画家としても働き、兄も収集に協力したヴィルヘルム公の美術コレクションの作品をもとに版画にして出版する仕事や兄の絵画を版画にして出版した。

## 作品

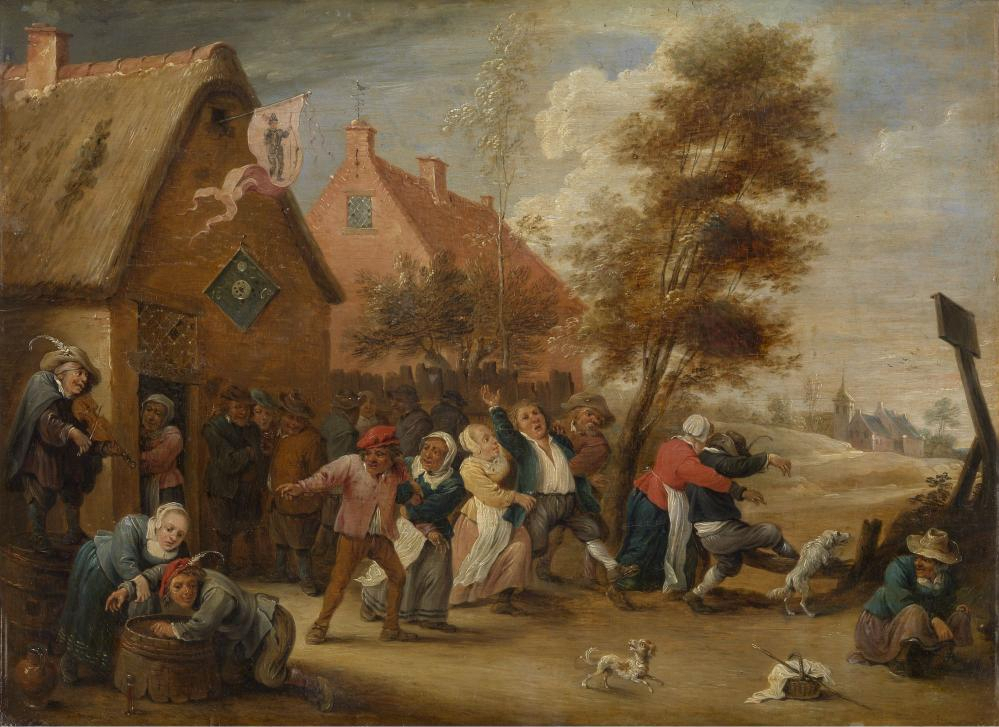
田舎の祭り (1641)
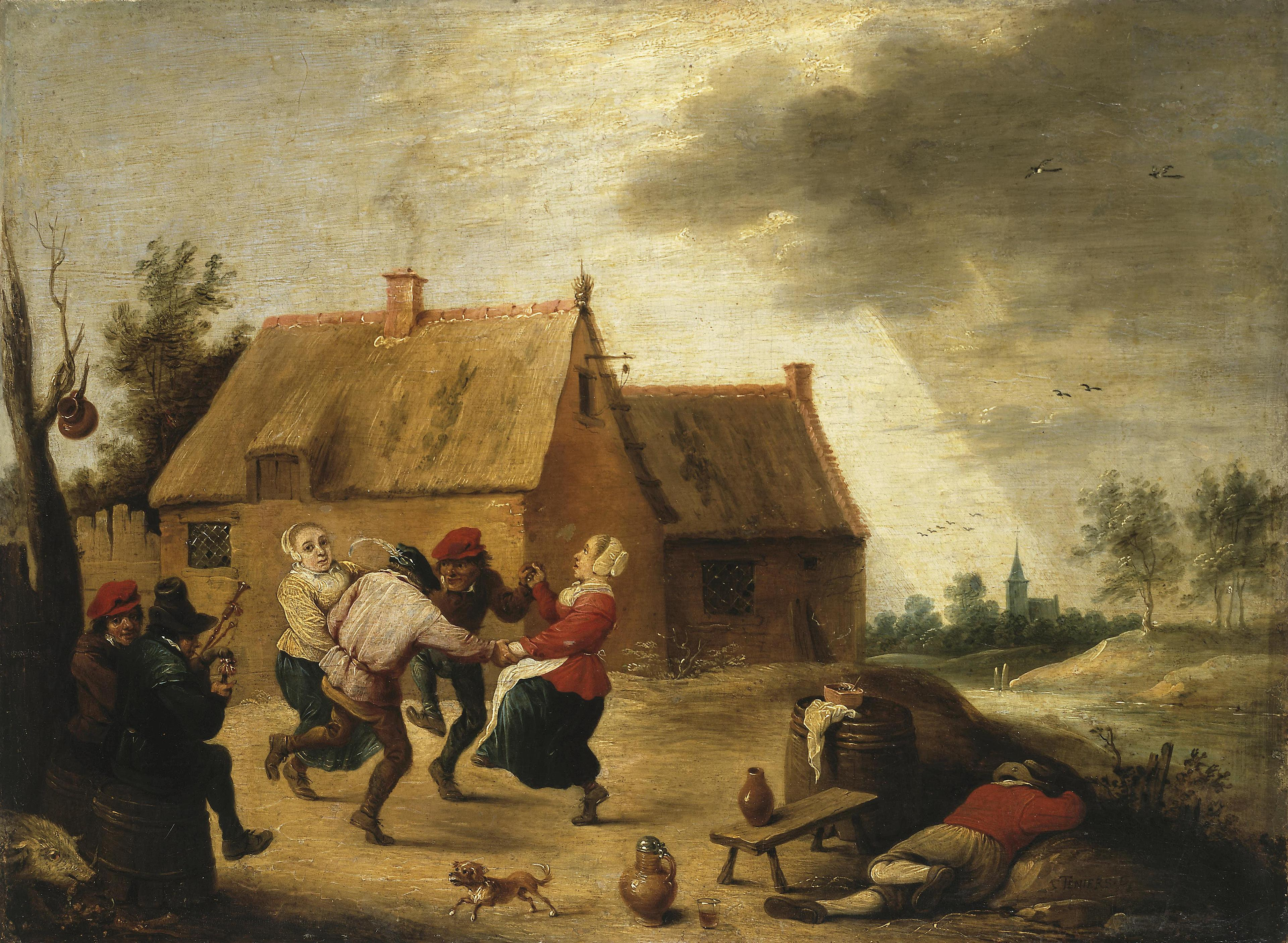
踊る農民たち
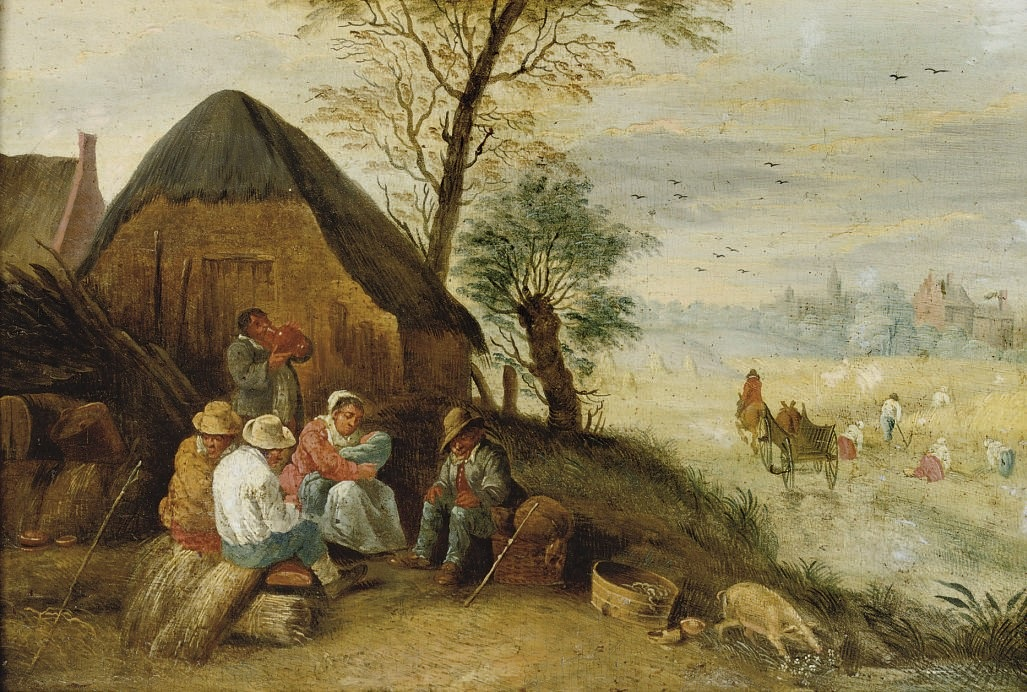
収穫時に休息する農民たち
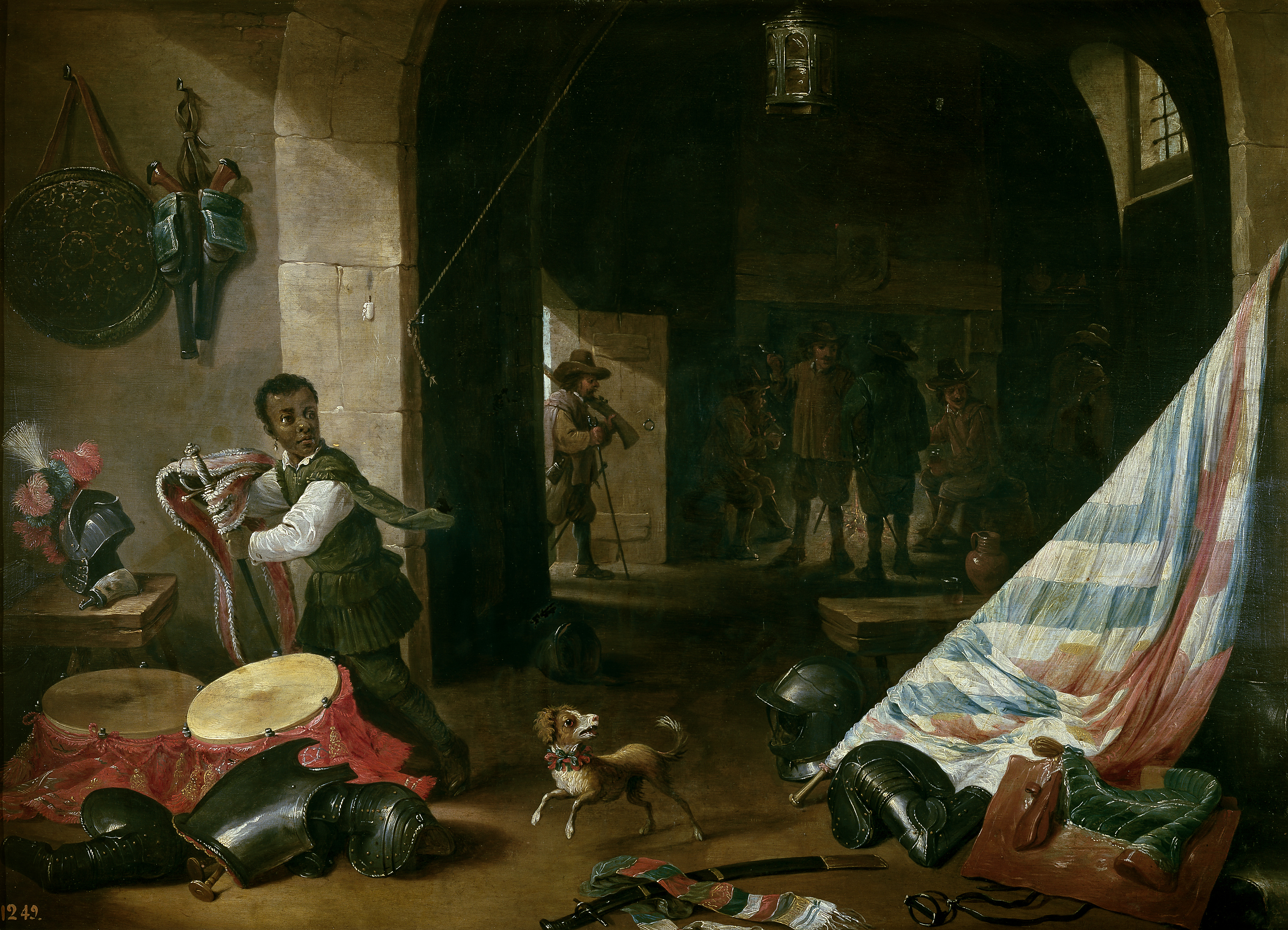
民兵詰め所と下働きの少年
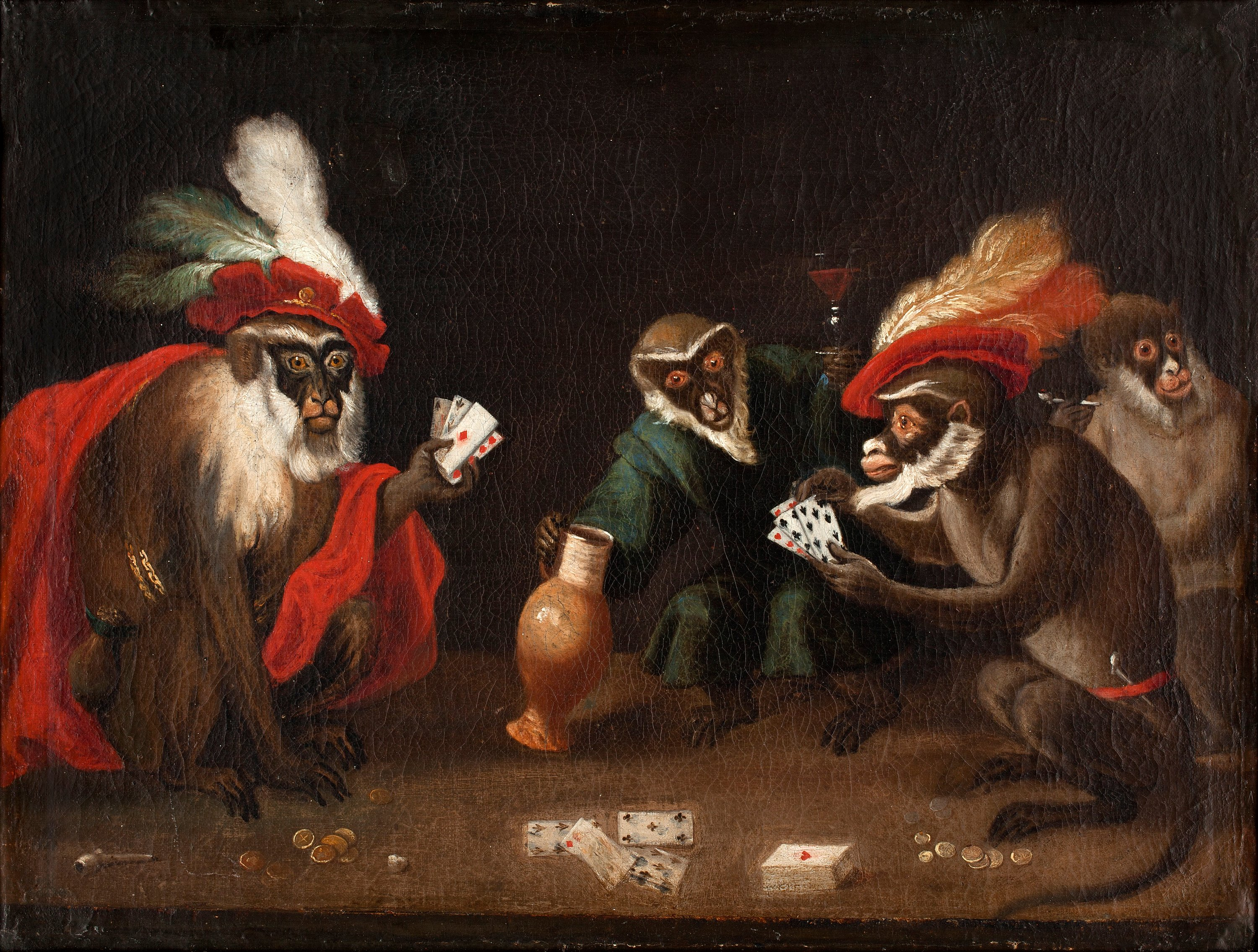
トランプする猿
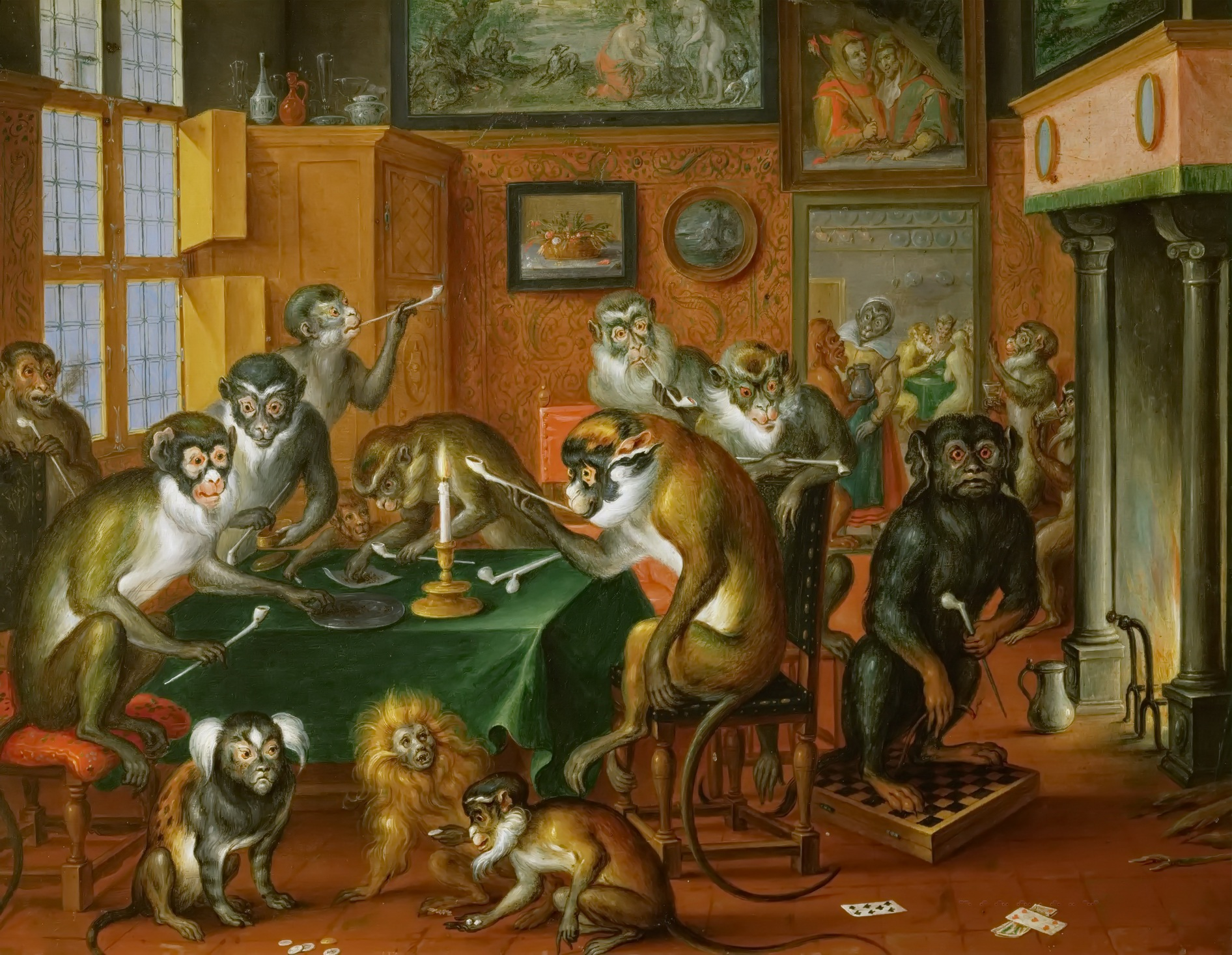
煙草を吸う猿